# Harder to Breathe
Harder to Breathe – singel amerykańskiej pop-rockowej grupy Maroon 5. Wydany został w lipcu 2002 roku przez wytwórnię A&M/Octone Records jako pierwszy singel z ich debiutanckiego albumu Songs About Jane. Autorami tekstu piosenki są Adam Levine i Jesse Carmichael, natomiast jego produkcją zajął się Matt Wallace.
Piosenka wyraża napięcie, które zostało napisane szybko w okolicznościach próby. Jest to opowieść o byłym związku Levine, w którym był bardzo zaangażowany. „Harder to Breathe” spotkała się z pozytywnym przyjęciem przez krytyków muzycznych, który pochwalił ścieżkę dźwiękową.
Singel dotarł odniósł sukces w Wielkiej Brytanii, gdzie dotarł do 13. miejsca. W rodzimym kraju grupy utwór znalazł się na 18. miejscu na liście Billboard Hot 100 i 31. pozycji w Modern Rock Tracks. Pojawił się też na minialbumie 1.22.03.Acoustic w akustycznej wersji i w wersji live na Live – Friday the 13th. Singel zdobył status złotej płyty w Australii i Stanach Zjednoczonych.

## Tło
„Harder to Breathe” opowiada historię związku Levine z kobietą o imieniu Jane, która według Levine był muzą zespołu. MacKenzie Wilson z AllMusic określił utwór jako „usposobiony soul”. Meghan Bard z The Daily Campus opisał singiel jako wyposażony w „szybki numer z ziarnistymi gitarowymi riffami i potężnym wokalem Levine. Bard zauważył, że tematem utworu było „odzyskanie od zawodu miłosnego”. Angus Batey z The Times porównał „Harder to Breathe” jako „Zeppelin-estrada”.

## Teledysk
Teledysk został wyreżyserowany przez Marc Webba, który był też reżyserem teledysku „Goodnight Goodnight”. Swoją premierę miał 19 sierpnia 2002 roku.

## Notowania
| Lista (2003/2004)                             | Najwyższa pozycja |
| --------------------------------------------- | ----------------- |
| Australia (Top 50 Singles)                    | 37                |
| Niemcy (Top 100 Singles)                      | 79                |
| Irlandia (IRMA)                               | 34                |
| Holandia (Single Top 100)                     | 86                |
| Nowa Zelandia (Top 40 Singles)                | 33                |
| Szwecja (Top 60 Singles)                      | 54                |
| Wielka Brytania (The Official Charts Company) | 13                |
| Stany Zjednoczone (Hot 100)                   | 18                |
| Stany Zjednoczone (Alternative Songs)         | 31                |